# Política Macroprudencial
A política macroprudencial é a abordagem da regulamentação financeira que visa mitigar os riscos ao sistema financeiro como um todo (ou " risco sistêmico "). Após a crise financeira dos anos 2000, existe um consenso crescente entre legisladores e pesquisadores econômicos sobre a necessidade de reorientar o quadro regulatório em direção a uma perspectiva macroprudencial.

## História
Conforme documentado por Clement (2010), o termo "macroprudencial" foi usado pela primeira vez no final da década de 1970 em documentos não publicados do Comitê Cooke (o precursor do Comitê de Supervisão Bancária de Basileia ) e do Banco da Inglaterra. Mas somente no início dos anos 2000 - após duas décadas de crises financeiras recorrentes nos países industrializados e, na maioria das vezes, nos países emergentes - a abordagem regulatoria e fiscalizadora macroprudencial foi promovida cada vez mais, especialmente pelas autoridades do Banco de Compensações Internacionais . Um acordo mais amplo sobre sua relevância foi alcançado como resultado da crise financeira dos anos 2000.

## Objetivos e justificativa
O principal objetivo da regulação macroprudencial é reduzir o risco e os custos macroeconômicos da instabilidade financeira. É reconhecido como um ingrediente necessário para preencher a lacuna entre a política macroeconômica e a regulamentação microprudencial tradicional das instituições financeiras.

### Regulação macroprudencial vs microprudencial
|                                                    | Macroprudencial                                              | Microprudencial                                                             |
| Objetivo próximo                                   | Limitar problemas financeiros em todo o sistema financeiro   | Limitar o sofrimento de instituições individuais                            |
| Objetivo final                                     | Evite custos de produção (PIB)                               | Proteção do consumidor (investidor / depositante)                           |
| Caracterização do risco                            | Visto como dependente do comportamento coletivo ("endógeno") | Visto como independente do comportamento de agentes individuais ("exógeno") |
| Correlações e exposições comuns entre instituições | Importante                                                   | Irrelevante                                                                 |
| Calibração de controles prudenciais                | Em termos de risco em todo o sistema; cima para baixo        | Em termos de riscos de instituições individuais; baixo para cima            |
| Fonte: Borio (2003)                                |                                                              |                                                                             |

### Fundamentação teórica
Em bases teóricas, argumentou-se que uma reforma das políticas prudenciais deveriam integrar três paradigmas diferentes: o paradigma da agência, o paradigma das externalidades e o paradigma das mudanças de humor. O papel da regulação macroprudencial é particularmente enfatizado pelos dois últimos.
O paradigma da agência destaca a importância dos problemas do agente principal . O risco do agente principal surge da separação entre propriedade e controle sobre uma instituição que pode conduzir comportamentos pelos agentes sob controle que não seriam do melhor interesse dos proprietários. O argumento principal é que, em seu papel de credor de último recurso e fornecedor de seguros de depósitos, o governo altera os incentivos dos bancos para assumir riscos. Essa é uma manifestação do problema do agente principal conhecido como risco moral . Mais concretamente, a coexistência de seguros de depósitos e carteiras bancárias insuficientemente reguladas induz as instituições financeiras a assumir riscos excessivos. Esse paradigma, no entanto, pressupõe que o risco decorra de má conduta individual e, portanto, está em desacordo com a ênfase no sistema como um todo que caracteriza a abordagem macroprudencial.
No paradigma das externalidades, o conceito-chave é chamado de externalidade pecuniária . Isso é definido como uma externalidade que surge quando a ação de um agente econômico afeta o bem-estar de outro agente por meio de efeitos nos preços. Como argumentado por Greenwald e Stiglitz (1986), quando há distorções na economia (como mercados incompletos ou informações imperfeitas), intervenção política pode melhorar a todos no sentido de eficiência de Pareto. De fato, vários autores mostraram que, quando os agentes enfrentam restrições de empréstimos ou outros tipos de atritos financeiros, surgem externalidades pecuniárias e surgem diferentes distorções, como sobrecompra, risco excessivo e níveis excessivos de dívida de curto prazo. Nesses ambientes, a intervenção macroprudencial pode melhorar a eficiência social. Um estudo de política do Fundo Monetário Internacional argumenta que externalidades de risco entre instituições financeiras e delas para a economia real são falhas de mercado que justificam a regulamentação macroprudencial.
No paradigma das mudanças de humor, os espíritos animais (Keynes) influenciam criticamente o comportamento dos gerentes das instituições financeiras, causando excesso de otimismo nos bons tempos e redução repentina de riscos no caminho. Como resultado, os sinais de precificação nos mercados financeiros podem ser ineficientes, aumentando a probabilidade de problemas sistêmicos. Justifica-se, portanto, o papel de um supervisor macroprudencial voltado para o futuro, moderando a incerteza e atento aos riscos da inovação financeira.

## Indicadores de risco sistêmico
Para medir o risco sistêmico, a regulação macroprudencial se baseia em vários indicadores. Como mencionado em Borio (2003), uma distinção importante é entre medir as contribuições para o risco de instituições individuais (a dimensão transversal) e medir a evolução (exemplo: prociclicalidade) do risco sistêmico ao longo do tempo (dimensão temporal).
A dimensão transversal do risco pode ser monitorada através do rastreamento das informações do balanço patrimonial - total de ativos e sua composição, passivo e estrutura de capital - bem como o valor dos títulos de negociação das instituições e dos títulos disponíveis para venda. Além disso, outras ferramentas e modelos financeiros sofisticados foram desenvolvidos para avaliar a interconexão entre intermediários (como o CoVaR)  e a contribuição de cada instituição para o risco sistêmico (identificado como "Déficit marginal esperado" em Acharya et al., 2011).
Para abordar a dimensão temporal do risco, normalmente é usado um amplo conjunto de variáveis, por exemplo: proporção de crédito em relação ao PIB, preços de ativos reais, relação entre passivos não essenciais e essenciais do setor bancário e agregados monetários. Alguns indicadores de alerta precoce foram desenvolvidos, abrangendo esses e outros dados financeiros (ver, por exemplo, Borio e Drehmann, 2009). Além disso, testes macro de estresse são empregados para identificar vulnerabilidades após um resultado adverso simulado.

## Ferramentas macroprudenciais
Um grande número de instrumentos foi proposto; no entanto, não há acordo sobre qual deles deve desempenhar o papel principal na implementação da política macroprudencial.
A maioria desses instrumentos tem como objetivo evitar a prociclicidade do sistema financeiro do lado do ativo e do passivo, como:
- Limite da razão empréstimo-valor e perdas com empréstimos
- Limite da razão débito-renda

As seguintes ferramentas atendem ao mesmo objetivo, mas funções específicas adicionais foram atribuídas a elas, conforme observado abaixo:
- Requisito de capital anticíclico - para evitar o encolhimento excessivo do balanço dos bancos com problemas.
- Limite de alavancagem - para limitar o crescimento de ativos vinculando os ativos dos bancos ao seu patrimônio .
- Taxa sobre passivos não essenciais - para mitigar distorções de preços que causam crescimento excessivo de ativos .
- Requisito de reserva variável no tempo - como forma de controlar os fluxos de capital com propósitos prudenciais, especialmente para as economias emergentes.

Para evitar o acúmulo de dívida excessiva no curto prazo:
- Índice de cobertura de liquidez
- Encargos de risco de liquidez que penalizam o financiamento de curto prazo
- Sobretaxas de exigência de capital proporcionais ao tamanho da incompatibilidade de vencimentos
- Requisitos mínimos para a redução aplicada ao valor de títulos garantidos por ativos

Além disso, diferentes tipos de instrumentos de capital contingente (por exemplo, "contingentes conversíveis" e "seguro de capital") foram propostos para facilitar a recapitalização do banco em um evento de crise. ) 

### Implementação em Basileia III
Vários aspectos de Basileia III refletem uma abordagem macroprudencial da regulamentação financeira. De fato, o Comitê de Supervisão Bancária de Basileia reconhece o significado sistêmico das instituições financeiras nas suas regras. Mais concretamente, de acordo com os requisitos de capital dos bancos de Basileia III, foram reforçados e novos requisitos de liquidez, um limite de alavancagem e um buffer de capital anticíclico foram introduzidos. Além disso, é necessário que os bancos maiores e mais ativos globalmente possuam mais capital de maior qualidade, o que é consistente com a abordagem transversal do risco sistêmico .

### Eficácia das ferramentas macroprudenciais
Para o caso da Espanha, Saurina (2009) argumenta que provisões dinâmicas para perdas com empréstimos (introduzidas em julho de 2000) são úteis para lidar com a prociclicalidade no setor bancário, pois os bancos conseguem acumular amortecedores para os maus momentos.
Usando dados do Reino Unido, Aiyar et al. (2012) constatam que bancos não regulamentados no Reino Unido foram capazes de compensar parcialmente mudanças na oferta de crédito induzidas por requisitos mínimos de capital variáveis no tempo contra os bancos regulados. Portanto, eles inferem um "vazamento" potencialmente substancial da regulação macroprudencial do capital bancário.
Para os mercados emergentes, vários bancos centrais aplicaram políticas macroprudenciais (por exemplo, uso de reservas compulsórias) pelo menos desde o período seguinte a crise financeira asiática de 1997 e a crise financeira russa de 1998 . A maioria das autoridades desses bancos centrais consideram que essas ferramentas contribuíram efetivamente para a resiliência de seus sistemas financeiros domésticos após a crise financeira do final dos anos 2000 .

## Custos da regulação macroprudencial
Existem evidências teóricas e empíricas disponíveis sobre o efeito positivo das finanças no crescimento econômico de longo prazo. Consequentemente, foram levantadas preocupações sobre o impacto das políticas macroprudenciais no dinamismo dos mercados financeiros e, por sua vez, nos investimentos e no crescimento econômico . Popov e Smets (2012)  portanto, recomendam que as ferramentas macroprudenciais sejam empregadas com mais força durante booms dispendiosos, impulsionados pelo excesso de cobertura, visando as fontes de externalidades, mas preservando a contribuição positiva dos mercados financeiros para o crescimento.
Ao analisar os custos de maiores requisitos de capital implícitos em uma abordagem macroprudencial, Hanson et al. (2011)  relata que os efeitos de longo prazo sobre as taxas de empréstimos para os mutuários devem ser quantitativamente pequenos.
Alguns estudos teóricos indicam que políticas macroprudenciais podem ter uma contribuição positiva para o crescimento médio a longo prazo. Jeanne e Korinek (2011), por exemplo, mostram que em um modelo com externalidades de crises que ocorrem sob liberalização financeira, uma regulamentação macroprudencial bem projetada reduz o risco de crise e aumenta o crescimento a longo prazo, pois mitiga os ciclos de boom e busto .

## Aspectos institucionais
A autoridade supervisora macroprudencial pode ser dada a uma única entidade, existente (como bancos centrais), ou ser uma responsabilidade compartilhada entre diferentes instituições (por exemplo, autoridades monetárias e fiscais). A título ilustrativo, o gerenciamento de risco sistêmico nos Estados Unidos está centralizado no Conselho de Supervisão de Estabilidade Financeira (FSOC), estabelecido em 2010. É presidido pelo Secretário do Tesouro dos EUA e estão inclusos entre seus membros o Presidente do Sistema de Reserva Federal dos Estados Unidos e todos os principais órgãos reguladores dos EUA. Na Europa, a tarefa também foi atribuída desde 2010 a um novo órgão, o Conselho Europeu de Risco Sistêmico (ESRB), cujas operações são apoiadas pelo Banco Central Europeu. Ao contrário de sua contraparte americana, o ESRB não possui poder de fiscalização direta.

### Papel dos bancos centrais
Na prossecução do seu objetivo de preservar a estabilidade de preços, os bancos centrais continuam atentos à evolução dos mercados real e financeiro. Assim, foi defendida uma relação complementar entre política macroprudencial e política monetária, mesmo que a autoridade supervisora macroprudencial não seja dada ao próprio banco central. Isso se reflete bem na estrutura organizacional de instituições como o Conselho de Supervisão de Estabilidade Financeira e o Conselho Europeu de Risco Sistêmico, onde os bancos centrais têm uma participação decisiva. A questão de saber se aapolítica monetária deve combater diretamente os desequilíbrios financeiros permanece mais controversa, embora tenha sido realmente proposta como uma ferramenta suplementar provisória para lidar com as bolhas nos preços dos ativos .

### Dimensão internacional
No nível internacional, existem várias fontes potenciais de vazamento e arbitragem das políticas macroprudenciais, como empréstimos de bancos por meio de agências estrangeiras e empréstimos diretos internacionais. Além disso, como as economias emergentes impõem controles sobre os fluxos de capital com propósitos prudenciais, outros países podem sofrer efeitos colaterais negativos. Portanto, a coordenação global de políticas macroprudenciais é considerada necessária para promover sua eficácia.